# Werner Lierse
Werner Lierse (* 5. November 1928 in Berlin; † 21. April 1993 in Hamburg) war ein deutscher Anatom und Hochschullehrer in Hamburg.

## Leben
Nach dem Abitur 1949 begann Lierse eine Ausbildung zum Dentisten, bis er 1954 das Medizinstudium an der Freien Universität Berlin aufnehmen konnte. Nach dem Staatsexamen wurde er 1955 in Berlin zum Dr. med. promoviert. Er ging als wissenschaftlicher Assistent zu Kurt Goerttler in der Anatomie der Albert-Ludwigs-Universität Freiburg. Dort untersuchte er als erster die glatte Muskulatur des Uterus. 1959 wechselte er zu Ernst Horstmann (1909–1972) in der Anatomie vom Universitätsklinikum Hamburg-Eppendorf. 1961 habilitierte er sich über Kapillaren des Gehirns. Seit 1968 als a.o. Professor an der Universität Basel, folgte er 1969 dem Ruf auf der Universität Hamburg auf den Lehrstuhl für Neuroanatomie. Den Ruf der Freien Universität Berlin lehnte er ab. Sein besonderes Interesse an klinischer Anatomie, besonders der Muskulatur von Speiseröhre und Mastdarm, brachte ihm die freundschaftliche Kooperation mit vielen Chirurgen ein. Schon als Privatdozent erneuerte er den anatomischen Unterricht. Seine Vorlesungen waren berühmt. Er betreute 150 Doktoranden und sieben eigene und einige fachfremde Habilitanden. Er brachte drei Anatomieordinarien hervor und stand für 286 Publikationen. Er schrieb fünf und edierte 26 Monografien. Über viele Jahre war er Herausgeber der Acta Anatomica und der Bibliotheca Anatomica. 1991/92 war er Präsident von Rotary International in Norderstedt. Mit 64 Jahren starb er in seinem Institut an einem geplatzten Aortenaneurysma. Er hinterließ seine Frau Ingeborg geb. Fricke, die er 1956 als Kommilitonin und spätere Ärztin geheiratet hatte. Beerdigt ist er auf dem Heidefriedhof in Quickborn.

## Handbücher

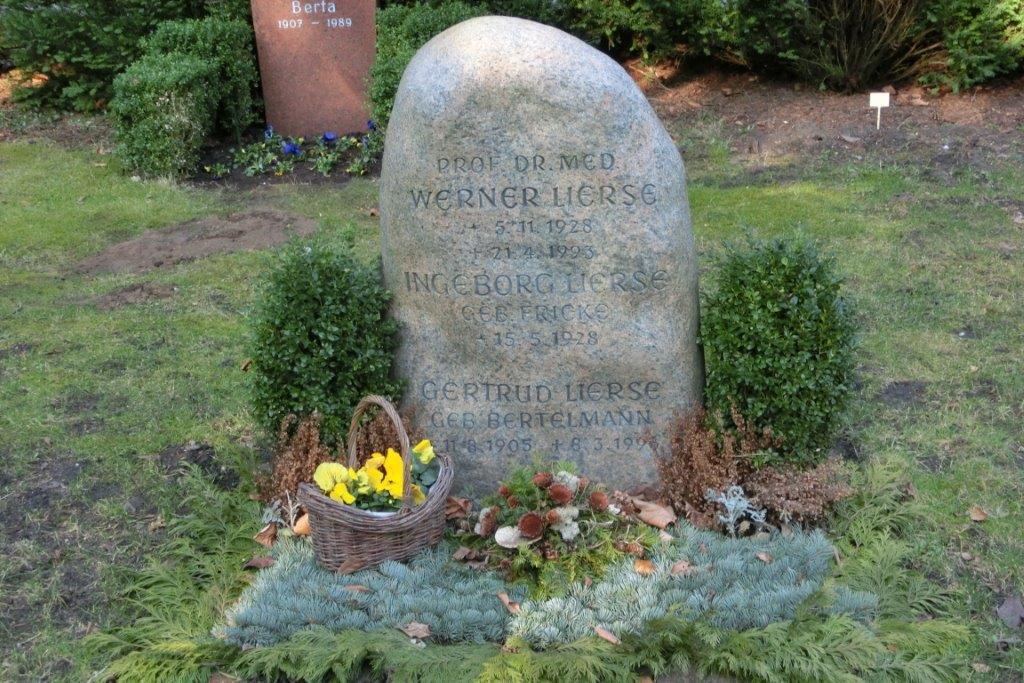
Lierses Grab

- Applied anatomy of the pelvis. Berlin, New York 1987.
- mit Ernst Richter: Radiologische Anatomie des Neugeborenen. München 1990.
- mit Karl Kremer, Werner Platzer und Hans-Wilhelm Schreiber: Chirurgische Operationslehre. Thieme, Stuttgart 1995:
  - Darm
  - Hals, Gefäße
  - Bauchwand, Hernien, Relaparotomie, Retroperitoneum, Urologische Notfälle, Gynäkologische Notfälle
  - Peritoneum, Staging-Laparotomie, Leber, Pfortader, Milz
  - Schultergürtel, obere Extremität
- mit Karl Kremer, Werner Platzer, Hans W. Schreiber und Siegfried Weller: Chirurgische Operationslehre Paket II – Unfallchirurgie. Stuttgart.
- mit Hans-Wilhelm Schreiber, Karl Kremer, Otmar Trentz, Siegfried Weller und Werner Platzer: Posttraumatische Defekt- und Infektsanierung. Schädel, Achsenskelett, Becken. Stuttgart 1996.